# 게르하르트 키텔

게르하르트 킷텔

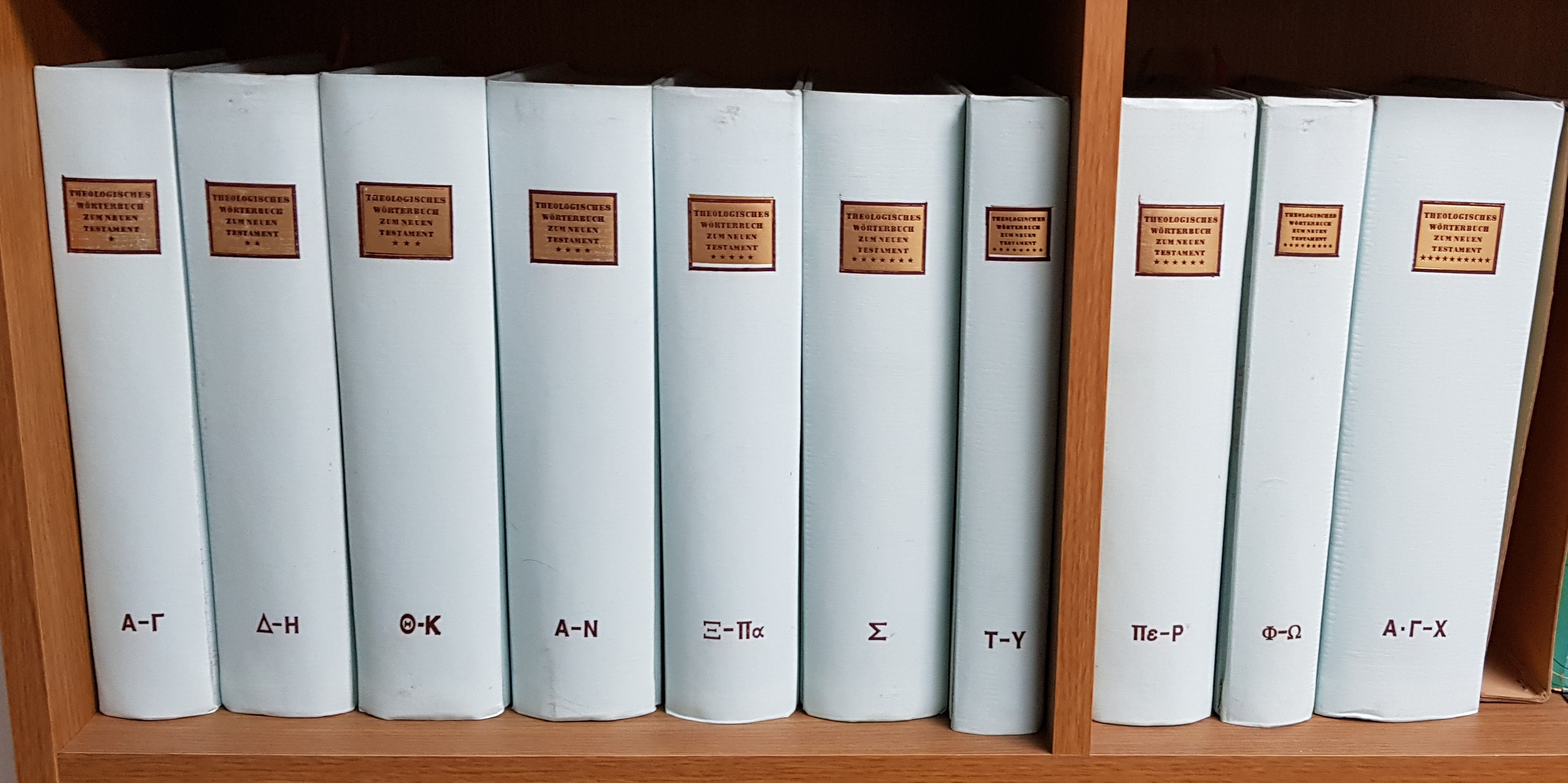
Theologisches Wörterbuch zum Neuen Testament (킷텔 사전)

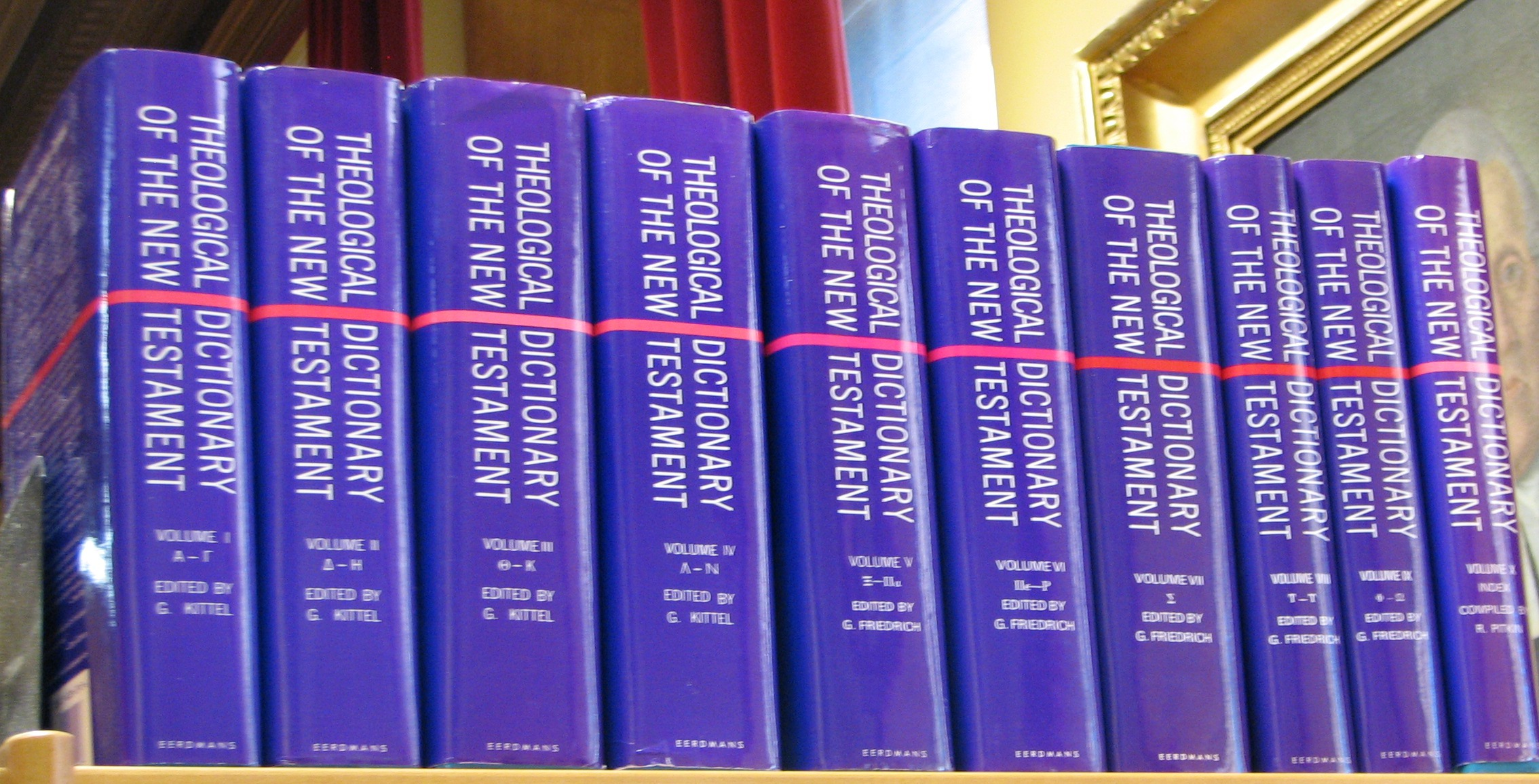
킷텔의 대작 신약성서 신학사전

게르하르트 키텔 (Gerhard Kittel, 1888년 9월 23일,  브로츠와프 출생– 1948년 7월 11일 , 튀빙겐 사망)은 독일의 루터교 신학자이자 성경 언어학 사전 편집자였다. 그는 나치즘을 열정적으로 지원한 학자였으며. 그리고 반유대주의자였다. 그는 신약성서 신학사전 (Theologisches Wörterbuch zum Neuen Testament)의 편집자로 유명하다. 구약학자 루돌프 키텔의 아들로 브로츠와프에서 출생하였다. 한나 우터메이어와 결혼하였으나 자녀는 없었다. 1933년 나찌 당원에 들어가서 정치적 활동은 하지 않았지만 기독교의 도덕적 기초에 기반한 대중부흥운동에 앞장섰다. 그는 유대인들을 기독교의 적대인 민족으로 보고 독일 시민권을 박탈하도록 주장하였다. 유명한 미국의 구약학자 윌리엄 F. 올브라이트는 그는 어떤 신학자들보다도 반유대주의가 가장 심한 자로 평가한다. 그는 이런 나치즘 전략으로 튀빙겐 대학교 교수직도 정지되었고 재판을 받기로되었지만 그 전에 죽었다.

## 참고 문헌
- Die Oden Salomos überarbeitet oder einheitlich, 1914
- Jesus und die Rabbinen, 1914
- Die Probleme des palästinensischen Spätjudentums und das Urchristentum, 1926
- Urchristentum, Spätjudentum, Hellenismus, 1926
- Die Religionsgeschichte und das Urchristentum, 1932
- Founder and co-editor of the Theologisches Wörterbuch zum Neuen Testament, 5 vols., 1933–1979
- Ein theologischer Briefwechsel mit Karl Barth (A theological correspondence with Karl Barth, 1934 with Karl Barth
- Christus und Imperator, 1939
- Das Antike Weltjudentum – Forschungen zur Judenfrage (World Jewry of Antiquity – Research on the Jewish Question), 1943 with Eugen Fischer.[1]

1. ↑  《Das Antike Weltjudentum - Forschungen zur Judenfrage》. 1943.